# 테이킹 백 선데이
테이킹 백 선데이(Taking Back Sunday)는 미국 뉴욕주 롱아일랜드 아미티빌 출신 록 밴드이다.

## 역사
테이킹 백 선데이는 1999년에 리드 보컬 안토니오 롱고(Antonio Longo), 베이시스트 제시 레이시(Jesse Lacey), 기타리스트 존 놀란(John Nolan)과 에디 레예스(Eddie Reyes), 드럼 스티비 D(Stevie D)의 멤버로 결성되었다. 첫 작품 《Taking Back Sunday EP》를 녹음하던 도중 레이시는 루키 랏(The Rookie Lot)으로 밴드를 옮기고 그의 자리는 애덤 라자라(Adam Lazzara)가 대신하게 되었다. 이와 함께 드러머도 스티비 D에서 마크 오코넬(Mark O'Connell)로 교체되었다. 《Taking Back Sunday EP》는 2001년 2월에 발표되었다.
밴드는 다시 한 번 큰 멤버 변화를 겪게 되었다. 롱고가 밴드에서 탈퇴된 후, 라자라가 리드 보컬을 맡게 되고, 새로운 베이시스트로 숀 쿠퍼(Shaun Cooper)를 영입하였다. 2002년에는 첫 정규 음반 《Tell All Your Friends》을 발표하였다. 발매 후 밴드는 브랜드 뉴, 유즈드 등의 밴드와 공연을 가졌으며, 2003년에는 반스 워프드 투어에 처음으로 참가하기도 하였다. 얼마 후, 기타리스트 존 놀란과 베이시스트 숀 쿠퍼가 밴드 스트레이라이트 런(Straylight Run)을 결성하기 위해 밴드를 떠나게 되었고, 빈 자리를 채울 멤버로 기타리스트 프레드 머셰리노(Fred Mascherino)와 베이시스트 맷 러바노(Matt Rubano)를 영입하였다.
밴드는 2004년에 두 번째 음반 《Where You Want to Be》를 발표하였다. 이 음반은 빌보드 200 차트 3위에 올랐으며, 밴드는 2004년 워프드 투어에 헤드라이너로 참여하였다. 테이킹 백 선데이는 《지미 키멜 라이브》 등의 심야 토크쇼에 출연하거나, 영화 《스파이더맨 2》, 《엘렉트라》 등의 사운드트랙에 참여하면서 좀 더 대중적으로 알려지게 되었다.
2006년 4월에는 세 번째 음반 《Louder Now》를 발표하였다. 음반을 발표하고 며칠 후, 밴드는 잉글랜드에서 열린 록 페스티벌 기브 잇 어 네임(Give It a Name)에 참가하였다. 2006년 4월 29일 첫 날의 공연을 맨체스터에서 마친 후, 둘째 날에는 런던에서 공연을 가졌는데, 공연 중 보컬 라자라가 마이크를 흔들던 중 실수로 베이시스트 맷 러바노가 머리를 맞아 기절하는 사건이 발생하기도 하였다. 밴드는 그 이후로는 《Louder Now》의 투어 공연을 진행했으며, 2007년 7월 7일에는 라이브 어스의 미국 공연에 참가하였다. 이들은 또한 린킨 파크의 프로젝트 레볼루션 투어에도 참가하였다.
2007년 10월 초, 밴드는 새로운 음반을 2008년에 발매할 계획이며, 또한 프레드 머셰리노가 솔로 프로젝트 컬러 프레드(The Color Fred)에 전념하기 위해 밴드를 탈퇴한다고 발표하였다. 빈 자리를 채우기 위해 맷 페지(Matt Fazzi)를 영입하였다.
2009년 6월 중반, 네 번째 음반 《New Again》이 워너브라더스 레코드를 통해 발표하였다. 그리고 그 앨범의 9번째 트랙 《Capital M-E》는 《트랜스포머: 패자의 역습》의 사운드 트랙으로 쓰였다.
2010년 3월 맷 러바노와 맷 페지가 탈퇴하였다, 그 빈 자리를 채우기 위해 정규 1집 Tell All Your Friends때 멤버였던 존 놀란과 숀 쿠퍼를 다시 영입하였다.
2011년 6월 중반, 다섯 번째 음반이자 셀프 타이틀 앨범인 《Taking Back Sunday》가 워너브라더스 레코드와 인터스코프 레코드를 통해 발표하였다. 그리고 그 앨범의 2번째 트랙 《Faith (When I Let You Down)》은 《트랜스포머 3》의 사운드 트랙으로 쓰였다.
2014년 3월 여섯 번째 음반인 《Happiness Is》를 발매하였다.
2016년 9월 일곱 번째 음반인 《Tidal Wave》를 발매하였다.
2018년에 기타를 담당했던 에디 레예스가 탈퇴했다.

## 멤버
- 애덤 라자라(Adam Lazzara) - 보컬
- 마크 오코넬(Mark O'Connell) - 드럼
- 존 놀란(John Nolan) - 기타
- 숀 쿠퍼(Shaun Cooper) - 베이스

### 이전 멤버
- 안토니오 롱고(Antonio Longo) - 보컬
- 제시 레이시(Jesse Lacey) - 베이스
- 스티비 D(Stevie D) - 드럼
- 프레드 머셰리노(Fred Mascherino) - 기타
- 맷 러바노(Matt Rubano) - 베이스
- 맷 페지 (Matthew Fazzi) - 기타
- 에디 레예스(Eddie Reyes) - 기타

## 음반 목록

### 정규 음반
- 《Tell All Your Friends》(2002년)
- 《Where You Want to Be》(2004년)
- 《Louder Now》(2006년)
- 《New Again》(2009년)
- 《Taking Back Sunday》(2011년)
- 《Happiness Is》(2014년)
- 《Tidal Wave》(2016년)

### EP
- 《Taking Back Sunday EP》(2001년)
- 《Lullaby EP》(2001년)